# Théâtre Catapulte
 (novembre 2014).
Si vous disposez d'ouvrages ou d'articles de référence ou si vous connaissez des sites web de qualité traitant du thème abordé ici, merci de compléter l'article en donnant les références utiles à sa vérifiabilité et en les liant à la section « Notes et références ».

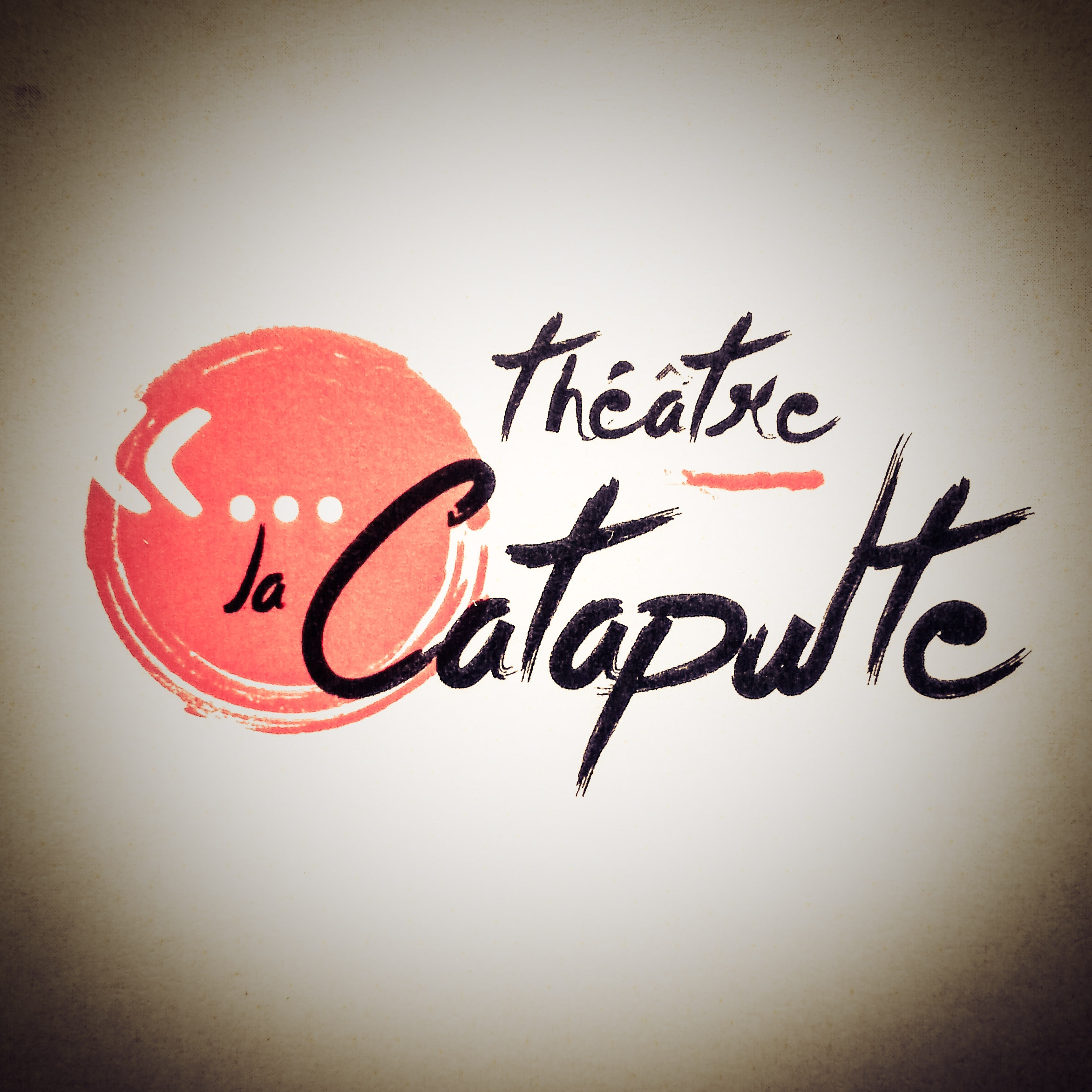
Ancien logo de la compagnie.

Le Théâtre Catapulte est une compagnie franco-ontarienne de théâtre professionnel fondée en 1992 à Ottawa.
Certaines de ses créations se sont méritées des récompenses, comme Le Testament du couturier de Michel Ouellette qui a obtenu le "Masque de la production franco-canadienne" en 2003,. Au fil des ans, la compagnie s'est aussi affirmée comme le seul théâtre franco-ontarien à créer et diffuser régulièrement des spectacles à la fois pour le public adolescent et pour le grand public.

## Historique
Le Théâtre Catapulte, (anciennement Théâtre la Catapulte) a été fondé à Ottawa en 1992 par un groupe de jeunes artistes sous la direction de Patrick Leroux. La compagnie, tournée vers l'avenir de la pratique théâtrale, a présenté plus de quarante productions professionnelles, et autant de mises en lecture et de laboratoires publics diffusés sur une échelle régionale, provinciale et nationale.

Sous la direction artistique du dramaturge Patrick Leroux, le Théâtre Catapulte s'est principalement consacré à la création des textes de son fondateur: Le Beau Prince d'Orange en 1993, Rappel en 1994, Le Rêve totalitaire de dieu l'amibe en 1995 ou encore La « Band » à tout casser en 1999, première création pour adolescents de la compagnie.

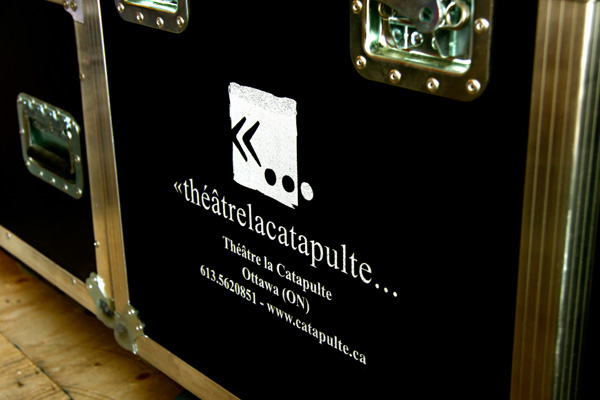
Une caisse de tournée du Théâtre Catapulte avec l'ancien logo de la compagnie.

En 1998, Joël Beddows, metteur en scène et traducteur de formation, en devient directeur artistique. La compagnie se développe alors petit à petit. Elle continue à produire des pièces pour adultes (Faust: Chroniques de la démesure de Richard J. Léger en 1999, Le Projet Turandot de Marc LeMyre en 2001, Le Testament du couturier de Michel Ouellette en 2002, La Société de Métis de Normand Chaurette en 2005, Les Entrailles de Claude Gauvreau en 2007, Les Médecins de Molière, un montage de textes de Molière, en 2010). Elle systématise aussi la création de pièces pour adolescents: L'Hypocrite de Michael Gauthier en 2000, Safari de banlieue de Stephan Cloutier en 2001, La Meute d'Esther Beauchemin en 2003, Cette fille-là de Joan MacLeod en 2004, Regarde-moi! d'Isabelle Bélisle en 2007, Rage de Michele Riml en 2008. Enfin, le Théâtre Catapulte réalise de plus en plus de tournées, non seulement en Ontario, mais aussi dans tout le canada français.

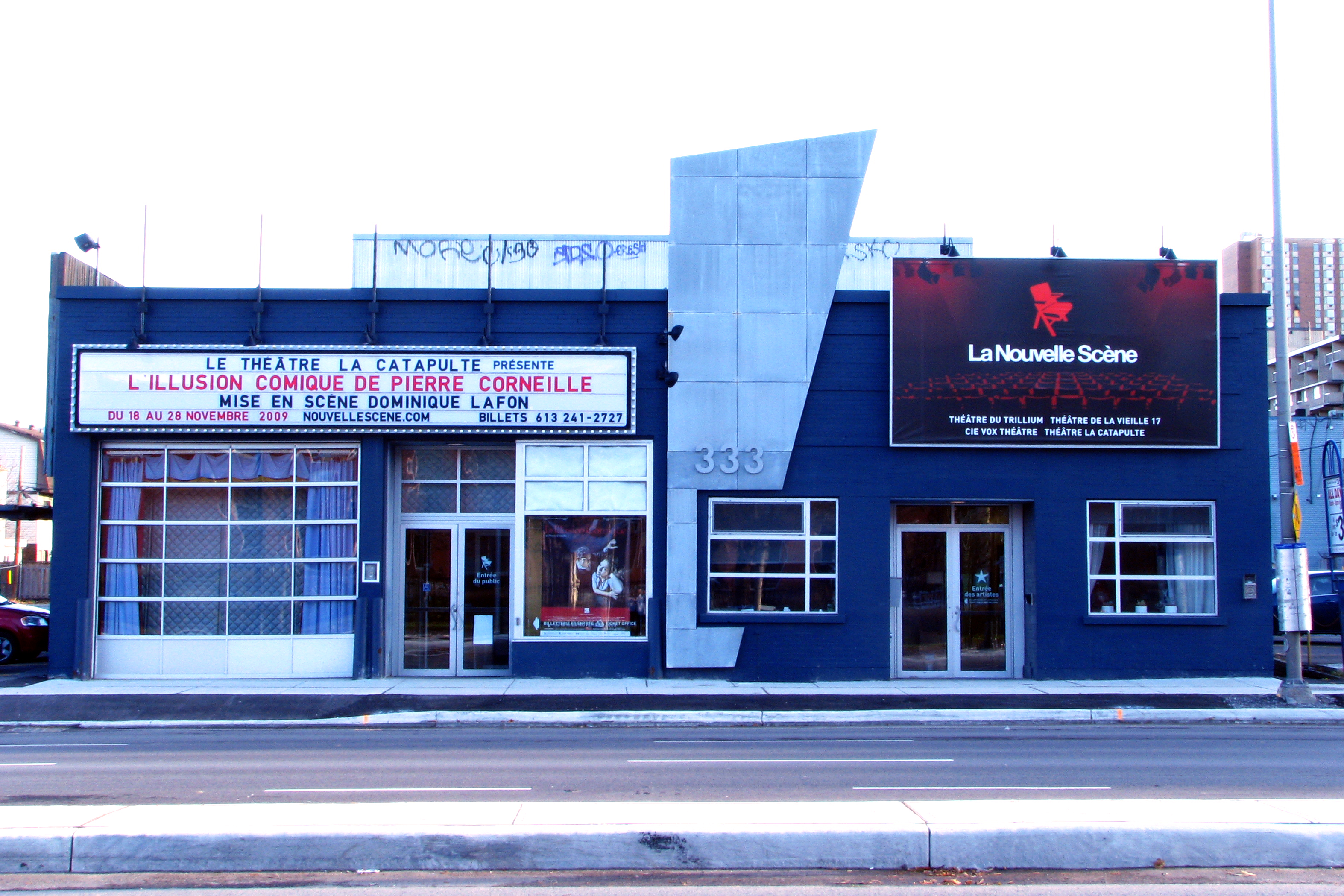
La Nouvelle Scène

Au printemps 1999, le Théâtre la Catapulte et trois autres compagnies (le Théâtre du Trillium, le Théâtre de la Vieille 17 et la Cie Vox Théâtre) ont ouvert les portes de leur salle de diffusion, La Nouvelle Scène, située à Ottawa.
En 2009, le Théâtre la Catapulte s'est illustré avec le Projet Rideau Project, "un fabuleux spectacle ambulant" en plein cœur du Marché By d'Ottawa.
En juillet 2010, une page de 12 ans se tourne: Joël Beddows est remplacé par Jean Stéphane Roy, metteur en scène et comédien originaire de Montréal, qualifié de "petit génie" par Marthe Leméry, du journal LeDroit, lors de l'annonce de sa nomination. Adepte du changement dans la continuité, Jean Stéphane Roy poursuit le mandat de la compagnie en continuant à offrir des spectacles pour les adultes et pour les adolescents. Sous sa direction, la compagnie continue de créer des ponts entre ces genres, en présentant les spectacles à tous les publics, quel que soit celui visé lors de sa création. Par exemple, Zone de Marcel Dubé, qui fut créé pour le grand public, a rencontré un succès, notamment grâce à « un réseau de matinées scolaires bien développé ». Autre preuve du succès de la compagnie, le spectacle pour adolescents Ik Onkar est le premier de la compagnie depuis Cette fille-là à visiter les principaux diffuseurs de théâtre jeunesse au Québec – un fait relativement rare.

En septembre 2017, la comédienne, metteuse en scène et créatrice Danielle Le Saux-Farmer succède à Jean Stéphane Roy à la tête de la compagnie.
« Je suis habitée par une envie profonde de créer des œuvres novatrices et de proposer des histoires inventives dans cette structure dont la réputation n’est plus à faire. Tout comme mes prédécesseurs, la création théâtrale dans toutes ses permutations sera au cœur de ma démarche. Je proposerai ainsi un théâtre de facture contemporaine et participerai à l’émergence d’une dramaturgie qui reflète la société qu’elle tente de raconter. Je veux surtout percevoir et voir la population plurielle d’Ottawa et de l’Ontario français en filigrane aux œuvres proposées, et entendre les voix diverses d’un peuple, d’une communauté et d’une ville qui s’élèvent pour affirmer, revendiquer et festoyer. Pour ce faire, je proposerai des œuvres qui chavirent, remettent en question, éveillent et enchantent les publics. » – Danielle Le Taux-Farmer, lors de sa nomination à la tête de la compagnie en juin 2017. 

## Directeurs artistiques
- De 1992 à 1998 : Patrick Leroux (avec un intérim d'Anne-Marie White au cours de la saison 1995-96)
- De 1998 à 2010 : Joël Beddows
- De 2010 à 2017 : Jean Stéphane Roy
- Depuis 2017 : Danielle Le Saux-Farmer

## Principales récompenses
- 2002: Prix Trillium remis à Michel Ouellette pour Le Testament du couturier[7].
- 2004: Masque de la meilleure production franco-canadienne pour Le Testament du couturier de Michel Ouellette[8].
- 2005: Prix du jury des Prix Théâtre Le Droit/Radio-Canada pour L'Hôtel d'Alex Poch-Goldin (traduction de Manon St-Jules).
- 2005: Masque de la meilleure production franco-canadienne pour Cette fille-là de Joan MacLeod (traduction d'Olivier Choinière)[9].
- 2005: Jessie Richardson Theatre Award de la meilleure interprétation remis à Stéphanie Kym Tougas pour Cette fille-là de Joan MacLeod (traduction d'Olivier Choinière).
- 2007: Jessie Richardson Theatre Award de la meilleure scénographie pour une production de petite taille remis à Glen Charles Landry pour Apocalypse à Kamloops de Stephan Cloutier.
- 2009: Prix Rideau Award de l'interprétation de l'année remis à Pierre Antoine Lafon Simard pour L'Illusion comique de Corneille[10].
- 2010: Prix Rideau Award de la production de l'année remis au Médecins de Molière[11],[12].
- 2010: Prix Rideau Award de la mise en scène de l'année remis à Jean Stéphane Roy pour Les Médecins de Molière[11],[12].
- 2010: Prix Rideau Award de l'interprétation de l'année remis à Pierre Simpson pour Les Médecins de Molière[11],[12].
- 2010: Prix Rideau Award de la conception de l'année – costumes remis à Nina Okens pour Les Médecins de Molière[11],[12].
- 2010: Prix Rideau Award de la conception de l'année – décors remis à Ivo Valentik pour Afghanistan de Véronique-Marie Kaye[12].
- 2010: Prix Rideau Award de l'artiste en émergence remis à Mehdi Hamdad pour Afghanistan de Véronique-Marie Kaye[12].
- 2011: Prix Rideau Award de la production de l'année remis à Frères d'hiver de Michel Ouellette[13].
- 2011: Prix Rideau Award de la mise en scène de l'année remis Joël Beddows pour Frères d'hiver de Michel Ouellette[13].
- 2011: Prix Rideau Award de la création de l'année remis à Frères d'hiver de Michel Ouellette[13].
- 2011: Prix Rideau Award de la conception de l'année – éclairages remis à Guillaume Houët pour Frères d'hiver de Michel Ouellette[13].
- 2012: Prix Rideau Award de la production de l'année remis à Zone de Marcel Dubé[14].
- 2012: Prix Rideau Award de la mise en scène de l'année remis à Jean Stéphane Roy pour Zone de Marcel Dubé[14].
- 2012: Prix Rideau Award de la conception de l'année remis Dominic Manca pour Zone de Marcel Dubé[14].
- 2012: Prix Rideau Award de l'interprétation féminine de l'année remis à Mélanie Beauchamp pour Albertine en cinq temps de Michel Tremblay[14].
- 2013: Prix Rideau Award de la production de l'année remis à Ik Onkar[15].
- 2013: Prix Rideau Award de la création de l'année remis à Ik Onkar[15].
- 2013: Prix Rideau Award de la conception de l'année remis à Melanie McNeill pour le décor de le fa le do de Luc Moquin[15].
- 2014: Prix du public étudiant du rôle de soutien masculin du Théâtre Denise-Pelletier remis à Dave Jenniss pour Zone de Marcel Dubé[16].
- 2015: Prix Rideau Award de l'interprétation féminine de l'année remis à Andrée Rainville pour Cinéma de Mishka Lavigne[17].
- 2015: Prix Rideau Award de la conception de l'année remis à Benoît Brunet-Poirier et Marie-Pierre Proulx pour la scénographie-vidéo de Cinéma de Mishka Lavigne[17].
- 2017: 2011: Prix Rideau Award de la mise en scène de l'année remis Jean Stéphane Roy pour Les Passants de Luc Moquin[18].
- 2017: Prix Rideau Award de la création de l'année remis à Luc Moquin pour Les Passants[18].
- 2017: Prix Rideau Award de la conception de l'année remis à Chantal Labonté pour les éclairages des Passants de Luc Moquin[18].